# Йохан Фридрих фон и цу Траутмансдорф
Йохан Фридрих фон Траутмансдорф (на немски: Johann Friedrich Freiherr von und zu Trauttmansdorff; * 1542; † 14 април 1614, Траутмансдорф до Бад Глайхенберг, Източна Щирия) е благородник от род Траутмансдорф от Източна Щирия, фрайхер на Глайхенберг в Бад Глайхенберг в Щирия.

## Живот
Той е най-малкият син на Давид фон Траутмансдорф-Тотценбах († 15 юни 1545) и втората му съпруга Амалия фон Лапитц, дъщеря на Йохан фон Лапитц († 26 януари 1536) и графиня Клара Торквата Корбавия († 28 април 1541). Брат е на Йохан Хартман фон Траутмансдорф-Тотценбах († 1596), Волфганг Дитрих фон Траутмансдорф (1541 – 1594) и София фон Траутмансдорф († 1571), омъжена сл. 1552 г. за Ахац Ененкл цу Албрехтсберг (1513 – 1574). Полусестра му Сидония фон Траутмансдорф е омъжена за Улрих фон Лапитц-Лайбен-Вайтенег († 1531).
Йохан Фридрих първо е лутеранец, но през 1590-те години става с цялата си фамилия католик. Той служи при императорите Максимилиан II, Рудолф II и Матиас като частен съветник и камерхер. На 12 март 1598 г. император Рудолф II го прави фрайхер на Австрия.
Той умира на 14 април 1614 г. на 72 години в Траутмансдорф и е погребан там.
- Траутмансдорф (1681)
- Дворец Глайхенберг (1681)

## Фамилия
Йохан Фридрих се жени ок. 1570 г. за Ева фон Траутмансдорф, дъщеря на Медард фон Траутмансдорф господар на Фрайентурн-Кастелалт (* ок. 1515) и Анна фон Линдек (* ок. 1520). Те имат децата:
- Йохан Давид фон Траутмансдорф († 11 юни 1627, Грац), граф на 15 март 1623 г., женен за Фелицитас фон Щадел (* 7 юли 1582); имат дъщеря
- Сузана фон Траутмансдорф († 1620), омъжена за фрайхер Пилграм III фон Зинцендорф (1579 – 1620)
- Йохан Максимилиан фон Траутмансдорф-Вайнсберг (* 28 май 1584, Грац; † 7 юни 1650, Виена), граф на Траутмансдорф, фрайхер на Глайхенберг, 1634 г. рицар на хабсбургския Орден на Златното руно, женен на 11 януари 1615 г. в Грац за графиня София Палфи аб Ердьод (* 1596; † 22 март 1668, Грац)
- Елизабет фон Траутмансдорф (* 5 май 1587; † 29 май 1653, Виена), омъжена 1610 г. за фрайхер Августин фон Зинцендорф (1590 – 1642)